# Богданово (Суворовский район)
Богданово — село в Суворовском районе Тульской области России. 
В рамках административно-территориального устройства является центром Богдановской сельской территории Суворовского района, в рамках организации местного самоуправления входит в Юго-Восточное сельское поселение.

## География
Расположено в 63 км к западу от центра города Тулы и в 16 км к северо-востоку от города Суворов.

## Население
| 2002 | 2010 |
| ---- | ---- |
| 175  | ↘143 |